# 李海天

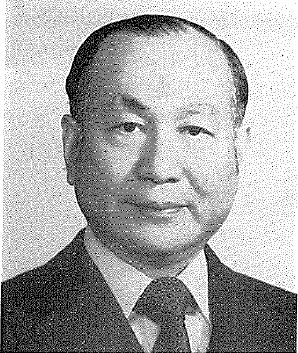
李海天

李海天（1923年6月6日—2013年1月24日）台灣旅居日本僑領。原總統府國策顧問、立法院立法委員、監察院監察委員。

## 生平
河北省武清縣人。少歲卒業日本中央大學法學系，旋獲明治大學法學碩士學位；長年旅居日本。歷任僑務委員、國家統一委員會委員等職。
2013年1月24日，李海天病逝於日本橫濱 。